# Red Eye Remover Pro
Red Eye Remover Pro est un gratuiciel (logiciel gratuit) de retouche photo spécialisé dans la suppression des yeux rouges, développé par VicMan Software,,,. 
Doté d'une interface intuitive et épurée, le logiciel est une version amélioré du logiciel qui l'a précédé, nommé Red Eye Remover, dont il se distingue par l'ergonomie.
Il a été qualifié de « must pour les propriétaires d'appareil photo numérique et d'outil professionnel de correction des yeux rouges basé sur une technologie avancée » par le magazine américain PC World , « d'utilitaire le plus avancé du marché pour la correction des yeux rouges » par ZDNet, site web spécialisé dans la technologie, et de « programme puissant » par le site de vulgarisation informatique Comment ça marche.

## Langues et système d'exploitation
Le logiciel est disponible uniquement en anglais et sur le système d'exploitation Windows,.

## Formats d'images supportés
Le programme prend en compte les fichiers images aux formats JPEG, BMP et PNG,, en lecture et en écriture.

## Ergonomie
Le point fort de Red Eye Remover Pro par rapport aux autres logiciels qui présentent une fonction de suppression des yeux rouges est l'ergonomie.

### Détection automatique des yeux rouges
Contrairement à FastStone Image Viewer, XnView et GIMP où il faut sélectionner chaque œil individuellement, Red Eye Remover Pro détecte et corrige automatiquement,,,,, tous les yeux rouges présents sur une photo dès que l'utilisateur clique sur le bouton « Find », ce qui est un avantage incontestable lorsque la photo comprend beaucoup d'yeux rouges.

### Réglages
Si le résultat obtenu n'est pas parfait, le logiciel permet à l'utilisateur d'ajuster les paramètres de correction au moyen des options suivantes,,, :
- « darkening » (assombrissement) : permet de rendre la couleur de la pupille plus foncée ou plus claire ;
- « pupil detection » (détection de la pupille) : permet d'ajuster la détection de la pupille ;
- « correction strength » (intensité de la correction).

Ces paramètres peuvent être ajustés individuellement pour chaque œil.

### Exportation
Le logiciel permet de sauver la photo corrigée :
- sous le même nom ou sous un nouveau nom[2] ;
- au format JPEG, BMP ou PNG[2] ;
- en réglant le taux de compression (taux de qualité JPEG).

### Traitement séquentiel
Red Eye Remover Pro permet également de traiter une série de photos. Mais il ne s'agit pas d'un traitement automatique par lot : il ouvre les photos l'une après l'autre, invite l'utilisateur à cliquer sur le bouton « Find » et à vérifier le résultat puis à passer à la photo suivante via le bouton « Next ».
Le logiciel permet de sauver toutes les photos en ajoutant un suffixe à leur nom d'origine, en conservant ou non le format d'origine (JPEG...) et en gardant le taux de compression d'origine ou en l'adaptant.

## Résultat
Le résultat obtenu avec Red Eye Remover Pro est légèrement moins bon que celui obtenu avec FastStone Image Viewer : la pupille corrigée est un peu plus grise (même en utilisant les possibilités offertes par le réglage de l'assombrissement ou darkening) et on note une légère altération de l'iris.
Il est cependant naturel et bien meilleur que celui obtenu avec le logiciel open source GIMP, où la pupille a un contour irrégulier, est encore plus grise et où la couleur de l'iris peut être fortement altérée.

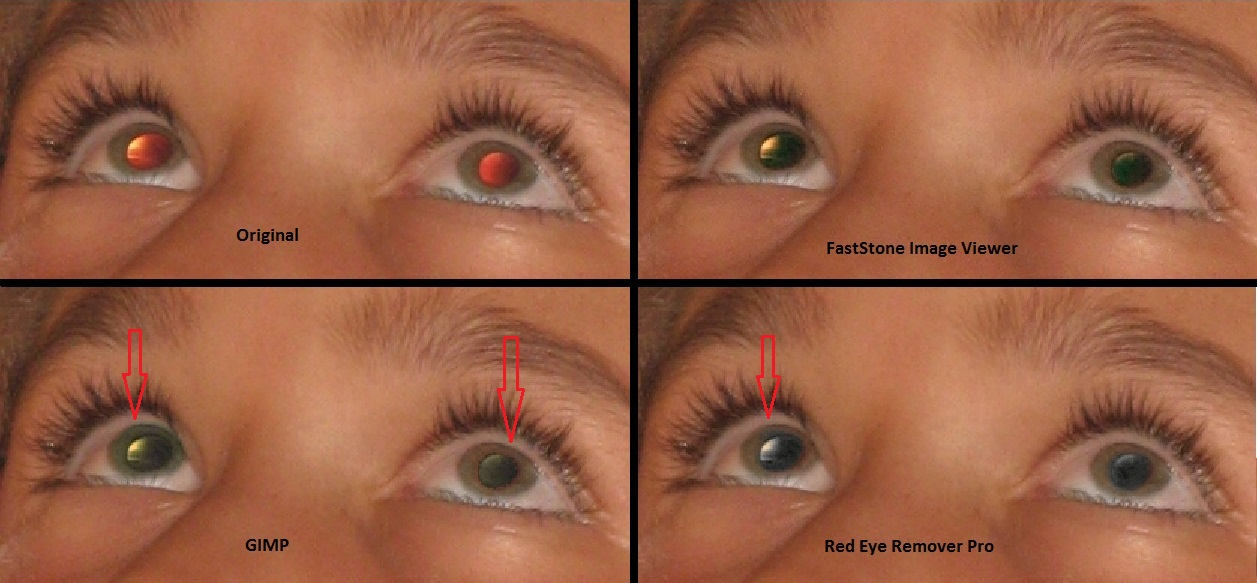
Comparaison de la correction des yeux rouges par FastStone Image Viewer, GIMP et Red Eye Remover Pro.
Les flèches rouges indiquent les problèmes d'altération de la couleur de l'iris et de contour irrégulier de la pupille.